# Charles-Philippe d'Orléans (1905-1970)
Ne doit pas être confondu avec Charles-Philippe d’Orléans.
Charles-Philippe d’Orléans, qui portait le titre de courtoisie de duc de Nemours, né le 4 avril 1905 à Neuilly-sur-Seine et mort dans la même commune le 10 mars 1970, est un membre de la maison d’Orléans descendant du deuxième fils de Louis-Philippe, le prince Louis, duc de Nemours.

## Famille
Charles-Philippe d’Orléans est le dernier enfant et le seul fils d’Emmanuel d’Orléans (1872-1931), duc de Vendôme, et de son épouse la princesse Henriette de Belgique (1870-1948), duchesse en Saxe. Par sa mère, fille du prince Philippe de Belgique (1837-1905), comte de Flandre, il est affilié à la dynastie belge des Saxe-Cobourg et Gotha : Charles-Philippe est l'arrière-petit-fils du roi Léopold Ier et le neveu d’Albert Ier de Belgique. Du côté paternel, le prince appartient au lignage cadet de la maison d’Orléans issu du duc de Nemours, considéré par les orléanistes comme la branche des princes du sang, héritière de la branche aînée en cas d’extinction, selon les traditions monarchiques françaises.
Le 24 septembre 1928, le prince Charles-Philippe d’Orléans épouse Marguerite Watson (1899-1993), une Américaine qu’il a connue lors d’un voyage aux États-Unis ; de leur union, non reconnue par le duc de Guise (alors prétendant orléaniste au trône de France et chef de la famille), ne naît aucun enfant.

## Biographie
Charles-Philippe d’Orléans naît le 4 avril 1905 au domicile familial, un hôtel particulier de la rue Borghèse à Neuilly-sur-Seine ; il est surnommé « Chappy » dans le contexte familial. Le prince Charles-Philippe reçoit dans son enfance l’éducation d’un précepteur un temps convoité par la duchesse de Guise pour le comte de Paris.
Il est grand maître de l’ordre de Saint-Lazare de 1967 à 1969, avec pour coadjuteur, le prince Michel d'Orléans (né en 1940).
En 1967, le prince Charles-Philippe est le seul membre de la famille d'Orléans à assister au mariage du prince Michel d'Orléans avec Béatrice Pasquier de Franclieu. Le comte de Paris, père du prince Michel, désapprouvait cette union et avait interdit aux membres de sa famille d'y assister. Pour le remercier de ce soutien, le prince Michel demandera au duc de Nemours d'être le parrain de son premier enfant, la princesse Clotilde (née le 28 décembre 1968 à Casablanca), et prénommera son premier fils Charles-Philippe.
Le duc de Nemours souhaitait que son titre passe au prince Michel après son décès. Toutefois le 10 décembre 1976, six années après le décès du prince Charles-Philippe, le prince Michel sera titré comte d'Evreux par son père, le comte de Paris.

## Titres et décorations

### Titulature
Les titres portés par les membres de la maison d’Orléans nés après la fin de la monarchie de Juillet n’ont pas d’existence juridique en France et sont considérés comme des titres de courtoisie. Ils sont attribués par l'aîné des Orléans, prétendant orléaniste au trône de France :
- 4 avril 1905 - 10 mars 1970 : Son Altesse royale le duc de Nemours.

Fils du duc de Vendôme, Charles-Philippe reçoit à sa naissance du chef de famille, le duc d'Orléans, les titres de prince d’Orléans et de duc de Nemours, ainsi que le prédicat d’altesse royale en tant que membre de la maison d’Orléans.
Charles-Philippe d’Orléans est également, à partir de 1926, un prince du sang royal de France puisqu’il appartient à la première branche cadette de la maison d’Orléans. À la mort de son père le duc de Vendôme, le 1er février 1931, le prince devient l’aîné du rameau cadet de la maison royale de France et le premier prince du sang royal de France,.

### Décorations
Charles-Philippe d’Orléans détient plusieurs honneurs :
- Bailli grand-croix d'honneur et de dévotion de l'ordre souverain de Malte (1926)[11],[12],[13]
- Bailli grand-croix de justice de l'ordre sacré et militaire constantinien de Saint-Georges (maison de Bourbon-Siciles)
- Grand-croix de l'ordre de Saint-Charles (Monaco, 14 avril 1950)[14],[15]
- Chevalier grand-croix de l'ordre équestre du Saint-Sépulcre de Jérusalem (Saint-Siège)
- Grand-croix de justice de l'ordre militaire et hospitalier de Saint-Lazare (24 novembre 1941)[16]

### Publication du duc de Nemours
- Charles-Philippe d'Orléans, Madagascar et ses richesses, Pierre Roger, 1930.

### Ouvrage généalogique
- Chantal de Badts de Cugnac et Guy Coutant de Saisseval, Le Petit Gotha, Paris, Éditions Le Petit Gotha, coll. « Petit Gotha », 2002 (1re éd. 1993), 989 p. (ISBN 2-9507974-3-1)